# Puig de Massanella
Puig de Massanella är en bergstopp i Spanien.   Den ligger i regionen Balearerna, i den östra delen av landet, 600 km öster om huvudstaden Madrid. Toppen på Puig de Massanella är 1 365 meter över havet, eller 602 meter över den omgivande terrängen. Bredden vid basen är 8,2 km. Puig de Massanella ligger på ön Mallorca.
Terrängen runt Puig de Massanella är huvudsakligen kuperad, men västerut är den bergig.Runt Puig de Massanella är det tätbefolkat, med 331 invånare per kvadratkilometer. Närmaste större samhälle är Inca, 10,7 km sydost om Puig de Massanella. Trakten runt Puig de Massanella består till största delen av jordbruksmark.